# Höhlenwelt-Saga
Höhlenwelt-Saga ist der Titel sowohl zweier Computerspiele als auch eines Romanzyklus, die alle der Feder Harald Evers entsprangen.

## Die Höhlenwelt-Saga – Der leuchtende Kristall (1994)
Die Höhlenwelt-Saga – Der leuchtende Kristall ist ein Adventure aus dem Jahr 1994, welches von Evers’ Firma Weltenschmiede entwickelt und vom Publisher Software 2000 vertrieben wurde.

### Handlung
Die Handlung spielt auf einem Planeten, unter dessen felsiger Kruste „eine Welt voller Schönheit und Wunder“ existiert. Dort lebt das Volk der Höhlenweltler, welches seit tausend Jahren von fremden und aggressiven Echsenwesen, den Drakken, unterdrückt wird.
Der Raumfahrer Eric „Speedy“ MacDoughan gerät zufällig in die Höhlenwelt und rutscht ganz unversehens in die Schlüsselrolle des Kampfes gegen die Unterdrücker. Auf dem Rücken seines besten Freundes, eines jungen Drachen namens Susi, begibt sich Eric auf die gefahrvolle Suche nach dem Leuchtenden Kristall, einem legendären Schlüssel zur Befreiung der Höhlenwelt.

### Produktionsnotizen
Das Point-and-Click-Adventure erschien ausschließlich in deutscher Sprache auf CD-ROM für MS-DOS. Der Datenträger ist eine Mixed-Mode-CD mit Hintergrundmusik als Audio-Tracks. Das Intro ist mit Sprachausgabe auf CD versehen, während die Dialoge im Spiel nicht gesprochen sind. Zusätzlich ist die Musik auch als MIDI über die Soundkarte abspielbar, mit entsprechend geringerer Qualität gegenüber CD-Audio. Dem Spiel lag neben dem Handbuch auch Das Buch von Veldor bei, ein sechzigseitiger, mit Zeichnungen illustrierter Hintergrundtext über die Höhlenwelt und seine Bewohner.
Die Vollversion des Spiels mit Hand- und Hintergrundbuch als PDF lag der PC Power 8–9/96 bei. Es erschien auch als Budget-Version in der Bestseller Games Collection Nr. 20.

## Die Romane
Die Höhlenwelt-Saga ist auf drei Zyklen mit jeweils vier Bänden angelegt und dem Genre der Fantasy zuzuordnen. Bislang erschienen der erste und der zweite Zyklus. Aufgrund des unerwarteten Todes Harald Evers’ werden es zwei Zyklen bleiben, das Ende der Geschichte bleibt also offen.
- 1. Zyklus:
  - 1. Die Bruderschaft von Yoor (erschienen 02/2001) ISBN 3-453-17897-1
  - 2. Leandras Schwur (04/2001) ISBN 3-453-17902-1
  - 3. Der dunkle Pakt (08/2001) ISBN 3-453-18817-9
  - 4. Das magische Siegel (07/2002) ISBN 3-453-21378-5
- 2. Zyklus:
  - 1. Die Schwestern des Windes (06/2003) ISBN 3-453-86961-3
  - 2. Die Mauer des Schweigens (06/2004) ISBN 3-453-87780-2
  - 3. Die Monde von Jonissar (11/2004) ISBN 3-453-53011-X
  - 4. Die Magie der Höhlenwelt (06/2005) ISBN 3-453-53057-8

### Schauplatz
Harald Evers kombiniert Elemente der Fantasy mit denen der Science-Fiction. Die mehrzyklische Handlung spielt in einer postapokalyptischen Zukunft, in der die Menschen einen gigantischen Krieg mit mächtigen Bomben ausgetragen haben, wodurch die „Feuerseen“ entstanden, die sich etwa sieben Meilen in die Erde fraßen. Als es gelang, sie zu löschen, kristallisierten die Seen und wurden zu „Fenstern“ in eine neue Welt. Tief unter der Oberfläche, in einem gigantischen Höhlensystem mit riesigen Felspfeilern, haben sich Menschen und andere Wesen eine neue Existenz geschaffen.
Per Zufall wird die junge aufgeweckte Magierin Leandra in eine Verschwörung hineingezogen, die die ganze bekannte Welt zu erschüttern droht. Eine längst tot geglaubte Gruppe abtrünniger Kampfmagier, die „Bruderschaft von Yoor“, will sich das entstandene Chaos und die Verwirrung zunutze machen und einen uralten Plan verwirklichen, der ihren Anführer Sardin in die Unsterblichkeit entrücken soll, zugleich aber die Existenz der Höhlenwelt gefährdet. Allein Leandra kann als Trägerin eines magischen Artefakts von großer Macht dem finsteren Tun Einhalt gebieten.

### Das Trivocum
Das Trivocum ist die Grenzlinie zwischen den Sphären der Ordnung und des Chaos. Ein System vollkommener Ordnung oder vollkommenen Chaos bedeutete Stillstand. Allein durch die entstehende Reibung und teilweise Durchmischung der beiden entstehen Leben und Bewegung. Das Trivocum ist nun diese dünne Grenze, an der ebendiese Reibung entsteht. Normalerweise ist diese Grenze undurchlässig („grau“), aber in der Höhlenwelt wird sie durch die großen Wolodit-Vorkommen aufgeweicht. Das erkennt ein geübter Betrachter (i. A. ein Magier) mit dem sogenannten „Inneren Auge“ an der rötlichen Verfärbung. Weiterhin gibt es verschiedene Blau- und Rottöne, die auf den Zustand des jeweiligen Gegenstandes/Lebewesens (Verletzungen, Krankheit oder blühendes Leben) Hinweise geben können. Nimmt das Trivocum eine violette oder gar schwarze Färbung an, so deutet dies auf massive Zusammenballung „stygischer Energie“ (Dämonen) hin.
Die „Aufweichung“ des Trivocums in der Höhlenwelt erlaubt das Wirken von Magien durch Setzen von Öffnungen (Aurikel) und Nutzen der dadurch fließenden Energien für physikalische Phänomene, z. B. Bilden eines Schutzschildes aus verdichteter Luft, Levitation oder Erwärmung/Abkühlung von Gegenständen (Zuführung/Entzug von Wärme). Allgemein als Zauberei bekannte Phänomene wie das Verwandeln von Körper A in Körper B (z. B. Schlange in Kaninchen) ist nicht möglich, da dies auf rein physikalischem Wege nicht machbar ist.

## Die Höhlenwelt-Saga (2006)
Im April 2006 brachte bhv Software erneut ein PC-Spiel unter dem Namen Die Höhlenwelt-Saga auf den Markt. Hierbei handelt es sich um ein Magiekartenspiel auf der Grundlage der Romane. Wie aus den gängigen Werken des Genres (Magic: The Gathering, Yu-Gi-Oh!) bekannt, tritt man mithilfe eines Kartendecks aus (je nach Spielmodus) 24 bis 72 Karten gegen den Computer an. Dabei hat man die Auswahl aus 236 verschiedenen Kartenmotiven, welche zum großen Teil aus den Romanen bekannte Figuren, Schauplätze und Gegenstände darstellen. Die Karten spalten sich in drei Magieformen: Rohe Magie, Stygische Magie und Elementarmagie, welche noch einmal in Erd-, Himmels- und Wassermagie unterteilt wird.
Im Spiel gibt es drei Spielmodi in vier verschiedenen Schwierigkeitsgraden:

### Das Scharmützel
Im Scharmützel-Modus erhalten Spieler und Computer je ein zufällig zusammengestelltes Kartendeck. Dieses ist zu Beginn auf Wunsch in gewissen Grenzen konfigurierbar (Deckgröße, Magieart, Schwierigkeit). In diesem Modus sind alle installierten Karten verfügbar. Das bedeutet, dass der Spieler möglicherweise eine sehr seltene Karte oder eine Karte aus einem der Abenteuer im Deck hat. Allerdings ist es nicht möglich, die jeweiligen Decks zu speichern. Dafür gibt es eine Rangliste, mit deren Hilfe der Spieler sich mit anderen Spielern vergleichen kann. Das Scharmützel eignet sich als schnelles Spiel für zwischendurch.

### Das Abenteuer
Ziel des Abenteuer-Modus ist es, eine vorgefertigte Geschichte erfolgreich durchzuspielen. Die enthaltenen Kämpfe werden mit den Magie-Karten ausgetragen, diesmal jedoch mit vorgefertigten Decks, die der Spieler nur minimal beeinflussen kann. Als Belohnung winken Ruhmespunkte und neue Karten, um das Deck zu verbessern und die starken Endgegner zu besiegen. Wem die vorhandenen Abenteuer nicht genügen, der kann zum beiliegenden Abenteuer-Editor greifen und neue Geschichten erfinden. Dabei ist es möglich, eigene Karten und Spielhintergründe einzubinden.

### Das Duell
Der Duell-Modus stellt sicherlich das Kernstück des Spieles dar. Mittels einer Spielfigur zieht der Spieler über die aus den Büchern wohl bekannte Karte Akranias. An vielen Orten warten Gegner darauf, herausgefordert und besiegt zu werden. Als Belohnung für einen Sieg gibt es Gold, welches der Spieler in den örtlichen Kartenläden in neue Karten investieren kann, um damit das Anfangsdeck (48 Karten) auszubauen und zu stärken. Mit zunehmendem Fortschritt muss der Spieler nämlich auch gegen stärkere Gegner antreten, die Decks mit 60 oder gar 72 Karten besitzen und ihn am Weiterkommen hindern wollen.

### Tutorial und Optionen
Das Spiel ist mit einem umfangreichen und leicht verständlichen Tutorial ausgestattet. Hierin wird in einfachen Schritten die Spielmechanik erklärt. Der Spieler lernt die sechs Kartentypen kennen, erfährt, was es mit Spontanmagien und Aktionen auf sich hat oder wie er richtig einen Blockschutz setzt und auflöst. Durch die vier Schwierigkeitsgrade ist es recht einfach, in die Materie einzusteigen, da der Computer im Grad „Novize“ auf nahezu alle Spezialaktionen verzichtet. Im höchsten Grad, „Magister“, hingegen kämpft der Computer mit allen Kniffen, sodass das Spiel auch für fortgeschrittene und erfahrene Spieler eine Herausforderung bleibt.

## Textadventure
Evers hatte in den 1990er-Jahren an einem Textadventure gearbeitet, das in der Höhlenwelt spielen sollte. Das Projekt kam über den Zustand einer Demo nicht hinaus.

## Höhlenwelt-Saga (2020)
Im Juli 2020 veröffentlichte der Trivocum Verlag ein Prequel zur Höhlenwelt-Saga-Romanreihe unter dem Titel Das Vermächtnis des Drachenlords, verfasst von Fantasy-Autor Reinhard Rael Wissdorf.